# Jeffersonville (Georgia)
Jeffersonville – miasto w Stanach Zjednoczonych, w stanie Georgia, siedziba administracyjna hrabstwa Twiggs.